# Palau dels Comtes de Centelles
El Palau dels Comtes de Centelles és un edifici de Centelles (Osona) declarat bé cultural d'interès nacional.

## Història
El 1415, el baró Gilabert VII hi va fer construir la seva residència. La segona casa va ser construïda pel baró Guillem Ramon II cap al 1540, pocs anys després que s'hagués urbanitzat la plaça Major.
Després de la Guerra de Successió Espanyola, el palau va ser reconstruït pel comte Francesc Xavier de Blanes i Centelles-Carròs (†1742) Durant la Guerra del Francès, el palau va ser molt maltractat.

## Descripció
És un edifici de grans dimensions amb planta quadrada, de planta baixa i tres pisos i té un pati central. Als quatre angles superiors hi ha petites torres de guàrdia. La porta principal és un arc angular de tres costats a sobre del qual hi ha un escut d'armes sustentat per àngels. La resta d'obertures són allindanades i es disposen simètricament formant un ritme regular; excepte les de la planta baixa, la resta d'obertures són balcons amb poc voladís.

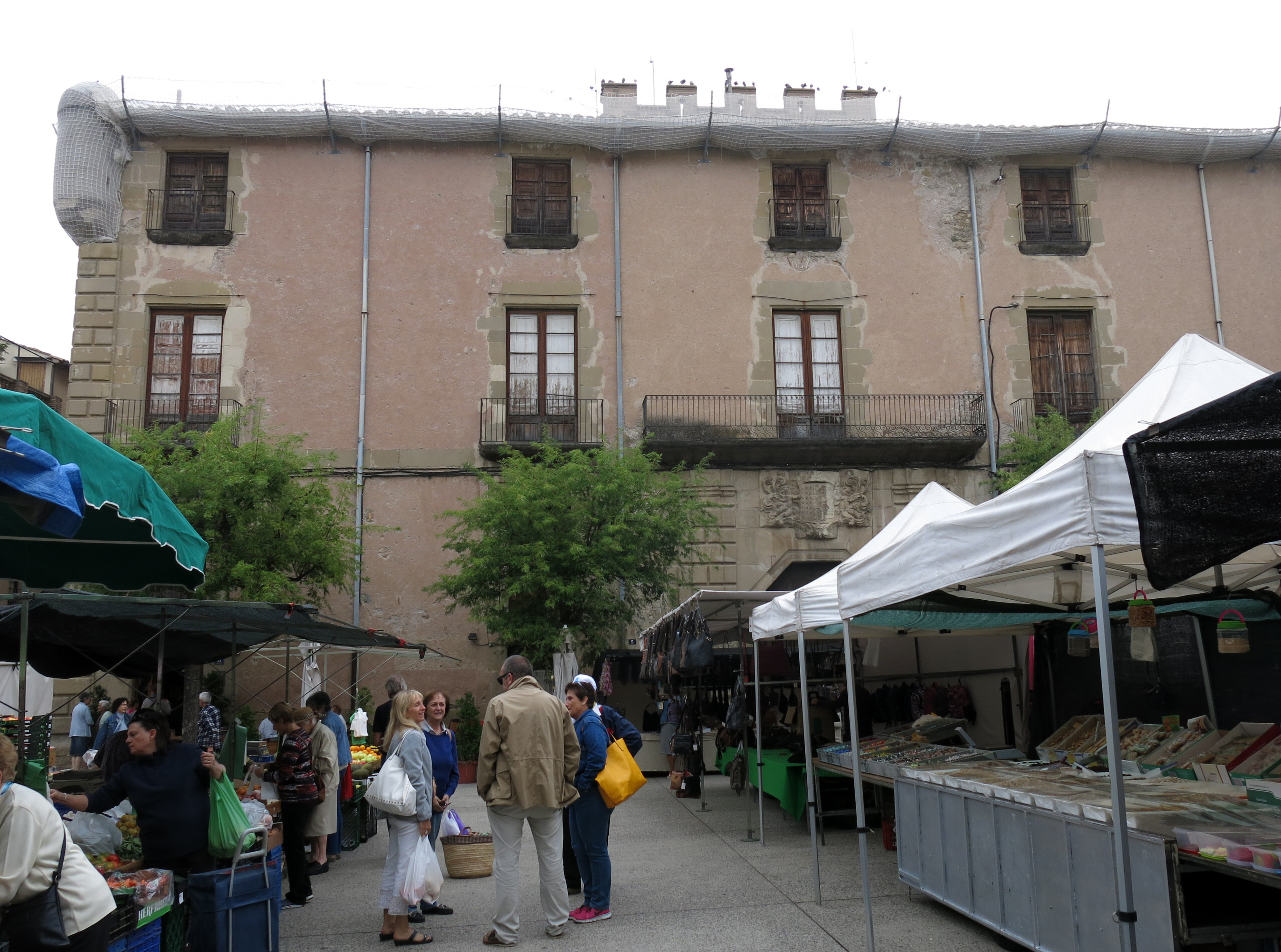
La plaça Major en dia de mercat, amb el palau al fons